# Watertribunaal van Valencia
Het watertribunaal van Valencia (tribunal de las aguas) is een openbaar tribunaal dat elke donderdag om 12:00 uur zitting heeft aan de poort der Apostelen van de Kathedraal van Valencia aan het Plaza de la Virgen in Valencia.
Het watertribunaal is het oudste nog actieve justitiële instituut in Europa. Het is eeuwen oud en zorgt nog steeds voor een eerlijke waterverdeling tussen de landbouwers.

## Doel
Voor de irrigatie van de landbouwgronden in Valencia bestaat er een complex systeem van kanalen en dammen dat water vanuit de Turia verdeelt. Deze gebieden zijn opgedeeld vanuit de acht hoofdkanalen ('acequias') die uit de Turia voortvloeien.
Elk van deze gebieden heeft een vertegenwoordiger in het tribunaal. Het openbare tribunaal maakt rechtvaardige en snelle besluiten mogelijk over geschillen met betrekking tot de irrigatie van de gebieden. De uitspraak is bindend en een hoger beroep is niet mogelijk.

## Werkwijze
Het proces vindt mondeling en geheel in het Valenciaans plaats. De klager, bijvoorbeeld een bewaker van één van de gemeenschappen, legt de zaak voor aan het Hof, waarna de aangeklaagde zichzelf verdedigt en de gestelde vragen beantwoordt. Het tribunaal, met uitzondering van de beheerder van het kanaal in kwestie, beslist of de verdachte schuldig is of niet, en bepaalt de hoogte van de eventuele boete. Tot op heden wordt de straf opgelegd in ‘salarissen’, net zoals dat in de middeleeuwen werd gedaan, waarbij ‘1 salaris’ overeenkomt met het dagsalaris van een vertegenwoordiger van het irrigatiekanaal.

## Ontstaan
De oorsprong van het tribunaal staat niet vast. Sommige historici plaatsen de oorsprong ervan tot in de Romeinse tijd maar tot de 18e eeuw zijn er geen geschreven documenten die het bestaan van het tribunaal bevestigen. Het ontstond waarschijnlijk omstreeks het jaar 960. Sinds 1978 is het tribunaal erkend in de Spaanse grondwet en in de statuten van de autonome regio Valencia. Sinds 2009 is het opgenomen in de lijst van cultureel immaterieel erfgoed van UNESCO.